# Key Largo
Key Largo és una concentració de població designada pel cens dels Estats Units a l'estat de Florida. Segons el cens del 2000 tenia 12.971 habitants.

## Demografia
Segons el cens del 2000, Key Largo tenia 11.886 habitants, 5.245 habitatges, i 3.288 famílies. La densitat de població era de 377,7 habitants/km².
Dels 5.245 habitatges en un 23,7% hi vivien nens de menys de 18 anys, en un 50,5% hi vivien parelles casades, en un 7,4% dones solteres, i en un 37,3% no eren unitats familiars. En el 27,6% dels habitatges hi vivien persones soles el 8,8% de les quals corresponia a persones de 65 anys o més que vivien soles. El nombre mitjà de persones vivint en cada habitatge era de 2,26 i el nombre mitjà de persones que vivien en cada família era de 2,75.
Per edats la població es repartia de la següent manera: un 19,7% tenia menys de 18 anys, un 5,6% entre 18 i 24, un 28,7% entre 25 i 44, un 30,3% de 45 a 60 i un 15,8% 65 anys o més.
L'edat mediana era de 43 anys. Per cada 100 dones de 18 o més anys hi havia 107,6 homes.
La renda mediana per habitatge era de 42.577 $ i la renda mediana per família de 50.755 $. Els homes tenien una renda mediana de 33.588 $ mentre que les dones 25.468 $. La renda per capita de la població era de 25.441 $. Entorn del 5,9% de les famílies i el 8,3% de la població estaven per davall del llindar de pobresa.

## Poblacions més properes
El següent diagrama mostra les poblacions més properes.